# ういらぶ。 -初々しい恋のおはなし-
『ういらぶ。 -初々しい恋のおはなし-』（ういらぶ。 ういういしいこいのおはなし）は、星森ゆきもによる日本の少女漫画。小学館『Sho-Comi』にて、2015年9号から2017年16号まで連載。LINEマンガの少女部門で月間1位を記録し、累計は180万部（電子書籍含む）を突破している。2018年には実写映画版が公開。
連載終了後は、本作に登場した実花を主人公とした『花とモンキー』 を『Sho-Comi』2017年18号から20号まで短期連載した。11巻に収録。

## あらすじ
和泉凛は態度に出さないが、幼馴染の春名優羽が大好き。しかし、優羽本人の前では素直になれず罵倒してしまう。優羽のほうも凛への恋愛感情を持っているのだが、出会ったころからずっとその調子で接しられてきたこともあり、自分に自信が持てずにいた。

## 登場人物
和泉凛（いずみ りん）
主人公。大鳥高校1年B組に在籍する男子。のちに2年A組に進級する。優羽、暦、蛍太とは、同じマンションの同じフロアに住む幼なじみで、彼の家は304号室にある。前髪を目が隠れるほど伸ばした、黒の癖のある短髪。釣り目で、背が高く、細めの体型をしており、耳にはピアスを付けている。
非常に美形で、何事もそつなくこなす事から、女子からの人気が非常に高い。しかし実際は天邪鬼な性格で、思った事を素直に表現できない。また、独占欲と執着心が強く、子供の頃から思いを寄せている優羽に対し、歪んだ愛情を抱いている。そのため、実際は誰もが認める美少女である彼女に対して、子供の頃から貶める発言を繰り返し、現在の極端に自信のない性格を形成させてしまった。
高校1年生でもその関係は変わっておらず、長らく自分は優羽に嫌われているのだと思い込んでいた。しかし高校1年生の春、そうではなかった事を知り、優羽と恋人になれるようアプローチを始める。これによって優羽との関係は少しずつ改善されていき、彼自身も人間的に成長していく。その結果、少しずつ優しさを表現できるようになるが、優羽を独占したいあまり極端な行動に出るところはあまり変わっていない。両親は長期出張で家におらず、一人で生活している。そのため、家事全般は得意。好きな食べ物はカレー。
春名優羽（はるな ゆう）
大鳥高校1年B組に在籍する女子。のちに2年B組に進級する。凛、坂下暦、藤蛍太とは、同じマンションの同じフロアに住む幼なじみで、彼女の家は303号室にある。眉の下で切り揃えたラウンド前髪で、胸の下まで伸ばした茶色のロングヘアにしている。たれ目で唇が厚く、やや小柄な体型。誰もが認める美少女だが、幼なじみの凛に、幼い頃からなにもできない、ダメな「ゴミ」に等しい人間であると言われ続けた事によって、極端に自分に自信の持てない性格になってしまっている。
実際に凛の言う通りドジで失敗が多いため、ますます自分を嫌いになってしまうという悪循環が起きている。加えてあがり症で、幼い頃から親しい凛達以外にはまともに挨拶もできないため、周囲からは感じの悪い女性だと誤解されている。ずっと凛に思いを寄せていたものの、自分のような女性は凛にふさわしくないと、思いを伝えられずにいた。しかし高校1年生の春、自分を変えるために一念発起。少しずつだが周囲とコミュニケーションを取れるようになり、おしゃれにも関心を持ち始め、苦手だった料理も克服し、人間的に成長していく。
緊張すると、両手で髪の毛を握ってしまう。美容室には怖くて行けず、暦に切ってもらっているため、いつも希望よりも前髪を短くされ過ぎて、困っている。
藤蛍太（ふじ けいた）
大鳥高校1年B組に在籍する男子。のちに2年B組に進級する。凛、優羽、暦とは、同じマンションの同じフロアに住む幼なじみで、彼の家は306号室にある。前髪を目が隠れそうなほど伸ばしたショートボブヘアにしている。高校1年生の冬、実花にヘアアクセサリーをプレゼントされてからはこれを気に入り、アクセサリーで前髪の左側を上げた髪型に変えた。背が高く、細めの体型をしている。
落ち着いた面倒見のいい性格で、大倉るりには、まるで母親のように面倒を見てくれる存在であるという意味で「オカン君」と呼ばれている。そのため、子供の頃から続く凛の恋愛相談に辟易しつつも、いつも話を聞いている。恋愛には関心がなく、高校2年生の春、実花に思いを寄せられるようになっても特に応えず、周囲の恋愛模様を見守るだけにとどまっていた。しかし高校2年生の夏休み、塾で出会ったるりに関心を抱き、いっしょに過ごすうちに思いを寄せるようになっていく。
その後、るりがオーストラリアに引っ越す事を知って一度はあきらめようとするが、優羽達に背中を押されて告白し、遠距離恋愛を始めた。高校卒業後は自分の学力に適した、成績次第で留学もできる大学に進学した。
坂下暦（さかした こよみ）
大鳥高校1年B組に在籍する女子。のちに2年A組に進級する。凛、優羽、蛍太とは、同じマンションの同じフロアに住む幼なじみで、彼女の家は305号室にある。前髪を目が隠れないように右寄りの位置で斜めに分け、肩につくほどまで伸ばしたセミロングヘアにしている。
明るい性格のしっかり者だが、肝心な時に素直になれない自分に悩んでいる。優羽の唯一の同性の友人として彼女を溺愛しており、優羽に意地悪をしがちな凛には容赦がない。誤解されて孤立しがちな優羽の事をつねに案じており、高校1年生の秋、和真にちょっかいをかけられていた優羽を助けた。しかし、すぐさま和真が悪い男性ではない事に気づき、彼を意識するようになる。その後、和真が優羽に思いを寄せている事を知りながら和真に片思いするようになる。
しかし高校2年生の春、周囲に自分の気持ちを知られてしまったのを機に、友人達に気を遣わせないためにも、しばらく和真と偽の恋人関係を演じる事を提案するが、これがきっかけで和真が自分の思いに気づく事となり、正式な交際に発展した。薬剤師を目指しており、高校卒業後は医療系の大学に進学する。
佐伯和真（さえき かずま）
青南高校に通う1年生の男子。前髪を目が隠れるほど伸ばした、黄土色のウルフカットヘアにしている。背が高く、細めの体型。一見軽めなタイプの男性だが、実際は親切で、周囲に気を遣う心優しい性格をしている。また非常に成績優秀で、勉強を教えるのも上手。
凛や優羽とは、高校1年生の夏、優羽が自宅のリフォームのため、一時的に叔父の家で暮らしていた際に知り合った。優羽を非常に気に入り、高校1年生の秋、大鳥高校の文化祭で再会し、暦とも知り合った。しかしこの時、あまりにも優羽に対して横暴な凛の態度に疑問を抱く。そこで、優羽が無理して凛と交際しているのではないかと案じるうち、優羽に本気で思いを寄せるようになっていく。だが、高校2年生の春、優羽はたとえ凛からどのような扱いを受けていても、変わらず凛が好きな事を理解。
そんな中、実花の失言により、暦が自分の事を好きらしい事が周囲に知れ渡ってしまう。これを機に、気まずい空気を払拭するため優羽達から距離を置き、しばらく暦と偽の恋人関係を演じる事になる。しかし、そのうちに暦への思いに気づき、高校2年生の修学旅行の時から正式に交際を始めた。家は代々医師の家系で、高校卒業後は医師を目指して医科大学に進学する。
佐伯実花（さえき みか）
和真の妹で白鳥中学校に通う3年生の女子。のちに大鳥高校に進学して1年A組に在籍する。前髪を目の上で切り、巻いたセミロングヘアを頭の高い位置で結んだツインテールにしている。小柄な体型でかわいらしい顔立ちをしており、美意識が高く、ややメイクが濃い。
思った事をはっきりと言う性格で、行動力がある。そのため、周囲のムードメーカー的な存在だが、うっかり口を滑らせて失言する事も多い。凛とは、彼らが和真に誘われて旅行に出かけた際に知り合った。この時、凛を気に入って思いを寄せるようになり、彼に近づくため、受験勉強の必要ない小・中・高一貫校を蹴って、大鳥高校を受験した。大鳥高校入学後は、強引なアプローチで凛に近づこうとするが、優羽を嫉妬させるために、凛をキスしている振りをしようとするなど、度を越した意地悪をしてしまう。これによってついに優羽を怒らせてしまい、凛からもふられてしまった。その後、慰めてくれた蛍太に思いを寄せるようになるが、蛍太がるりを好きになった事で身を引いた。男性に対する理想は非常に高く、年上の男性が好きだと公言していたが、思い人とはなかなか交際に至らなかった。しかし高校3年生の時、同級生の友樹と交際を始める。
和泉 涼子（いずみ りょうこ）
凛の母で再生コンサルタントをしている中年女性。前髪を顎の下まで長く伸ばして真ん中で分けて額を見せ、胸の高さまで伸ばしたロングヘアにしている。釣り目で、細めの体型をしている。
「立て直しの女王」と呼ばれるほどの優秀な再生コンサルタントで、経営危機に陥った商業施設などを救うため、全国を飛び回っている。そのため自宅にはほとんどおらず、息子には放任放置で育ったと感じさせていたため、あまり親子仲は良くない。
凛が高校2年生の夏、激務が祟って体調を崩して倒れてしまい、急遽会いに来た凛と再会するが、関係の修復はできずにいた。しかし、そこへ心配した優羽がお見舞いに来た事で、凛の態度も軟化。少し凛との関係を改善したのち、彼に自宅へ戻るように命じた。
大倉 るり（おおくら るり）
大倉高校に通う3年生の女子。凛達が高校2年生になってから知り合ったため、彼らより学年は一つ上。祖母がオーストラリア人の、クオーターでもある。前髪を顎の高さまで長く伸ばして真ん中で分けて額を見せ、顎の高さまで伸ばしたボブヘアにしている。左目尻に、ほくろが一つある。背が高くすらっとした体型。
飄々とした性格で、明るく親しみやすい。周囲にはいい加減な女性と誤解されやすいが、彼女はこれをまったく気にしていない。しかし実際は、周囲の事によく気がつく、しっかりしたタイプである。蛍太とは高校3年生の夏、同じ塾に通っていた事がきっかけで出会い、親しくなる。また夏休み明けに、優羽と暦に道案内した事で知り合い、仲良くなった。
その後、体育祭の準備を通じて蛍太とさらに親しくなるが、祖母が体調を崩したため高校卒業を待たずに2学期が終わり次第、オーストラリアに引っ越す事になってしまう。そのため、蛍太との関係も終わりかに思えたが、引っ越し当日に蛍太が告白した事で交際を始めた。動物が大好きで、将来はオーストラリアの動物保護団体に入って働きたいと考えている。
尾田知樹（おだ ともき）
実花のクラスメイト。凛に振られた彼女と付き合う。

## 書誌情報
原作コミック
- 星森ゆきも 『ういらぶ。 -初々しい恋のおはなし-』 小学館〈フラワーコミックス〉、全11巻
  1. 2015年8月26日発売、ISBN 978-4-09-137555-1
  2. 2015年11月26日発売、ISBN 978-4-09-137845-3
  3. 2016年2月26日発売、ISBN 978-4-09-138248-1
  4. 2016年5月26日発売、ISBN 978-4-09-138429-4
  5. 2016年8月26日発売、ISBN 978-4-09-138510-9
  6. 2016年11月25日発売、ISBN 978-4-09-138749-3
  7. 2017年2月24日発売、ISBN 978-4-09-139154-4
  8. 2017年5月26日発売、ISBN 978-4-09-139364-7
  9. 2017年8月25日発売、ISBN 978-4-09-139517-7
  10. 2017年11月10日発売、ISBN 978-4-09-139750-8
  11. 2018年10月10日発売、ISBN 978-4-09-870286-2

映画ノベライズ
- 宮沢みゆき（著）・高橋ナツコ（脚本）・星森ゆきも（原作）『映画 ういらぶ。』小学館ジュニア文庫、全1巻
  - 2018年10月5日発売、ISBN 978-4-09-231257-9
- 豊田美加（著）・高橋ナツコ（脚本）・星森ゆきも（原作）『ういらぶ。』小学館文庫、全1巻
  - 2018年10月5日発売、ISBN 978-4-09-406566-4

## 映画
『ういらぶ。』のタイトルで、2018年11月9日に公開。監督は佐藤祐市、主演は平野紫耀（King & Prince）。

### キャスト（映画）
- 和泉凛：平野紫耀（King & Prince）[4]
- 春名優羽：桜井日奈子[4]
- 坂下暦：玉城ティナ[4]
- 藤蛍太：磯村勇斗[4]
- 佐伯実花：桜田ひより[4]
- 佐伯和真：伊藤健太郎[4]
- 小野莉奈[4]

### スタッフ（映画）
- 原作：星森ゆきも「ういらぶ。 -初々しい恋のおはなし-」（小学館「Sho-Comi フラワーコミックス」刊）
- 監督：佐藤祐市
- 脚本：高橋ナツコ
- 音楽：佐藤直紀
- 主題歌：King & Prince「High On Love!」[5]（Johnnys' Universe）
- プロデューサー：田辺圭吾、橋本芙美
- ラインプロデューサー：坂本忠久
- 撮影：小宮山充
- 照明：保坂温
- 美術：寒河江陽子
- 録音：金杉貴史
- 装飾：田中宏
- 編集：田口拓也
- VFXプロデューサー：加賀美正和
- 助監督：吉村昌晃
- 制作担当：持田一政
- ロケ協力：吉備高原学園高等学校、吉備中央町、吉備中央町教育委員会、たかはしフィルムコミッション、岡山県フィルムコミッション連絡協議会、おかやま観光コンベンション協会、岡山市、高梁市　ほか
- 制作プロダクション：アスミック・エース、共同テレビジョン
- 配給：アスミック・エース
- 製作：『ういらぶ。』製作委員会（アスミック・エース、TCエンタテインメント、小学館、ジェイ・ストーム、共同テレビジョン、TBSラジオ、日本出版販売、博報堂、GYAO、KDDI）

### 映像ソフト化
映画が収録された『ういらぶ。』のDVDおよびBlu-rayと、映画および特典映像が収録された『ういらぶ。豪華版』のDVD BOX（3枚組）およびBlu-ray BOX（3枚組）が2019年5月9日に発売された。
2019年5月16日発表のオリコン週間ランキングで、DVD 1.3万枚、BD 1.3万枚を売り上げ、映画DVD部門 1位（DVD総合 1位）、映画BD部門 1位（BD総合 2位）を獲得した。

### 動画配信サービス
2020年6月9日より、Netflix・TELASAにて配信開始。

## ムービーコミック
dTVで2018年7月22日より配信のボイスコミック。初回配信は1話と2話同時配信で、毎週日曜日に配信開始。全24話。

### キャスト（ムービーコミック）
- 和泉凛 - 下野紘
- 春名優羽 - 種﨑敦美
- 藤蛍太 - 酒井広大
- 坂下暦 - 井澤詩織

### スタッフ（ムービーコミック）
- 原作 -  星森ゆきも「ういらぶ。 -初々しい恋のおはなし-」（小学館「Sho-Comiフラワーコミックス」）
- 企画 - 上田徳浩
- プロデューサー - 鈴木健太郎、平木美和
- アソシエイトプロデューサー - 中島章博
- 総合演出 - 曽根原千秋
- 演出 - 韓京勲
- 主題歌 - 東京女子流「kissはあげない」
- タイトル - 鳥尾美里
- 音響効果 - 下城義行
- MA - 東通ポストプロダクションセンター
- 協力 - 小学館
- 制作協力 - アイムエンタープライズ、EARLY WING、アックス
- 宣伝 - 野沢浅見
- サイト編集 - 岩館亜紀
- 制作 - TOTSU CG Production
- 製作 - エイベックス通信放送
- 著作 - 星森ゆきも、小学館、BeeTV